# Винегрет (салата)
Винегрет е салата, разядка, характерна за руската кухня и за кухните от постсъветското пространство. Най-важната съставка на винегрета е варено или печено червено цвекло. Също така съдържа: варени или запечени картофи и моркови, кисели краставици, кисело зеле, ябълка, лук. Може да съдържа още варен боб и зелен грах. Всички продукти се нарязват, смесват се и се овкусяват със сол, оцет и олио. За разлика от салатата „Оливие“ (на бълг. „Руска салата“), винегретът никога не се залива с майонеза.
На основата на зеленчуковия винегрет може да се приготви и гъбен, месен или рибен вариант. За гъбения се ползват мариновани гъби, за месния – пържено, печено или варено месо, за рибния – маринована селда или пушена риба. В месния и рибния винегрет се допуска заливка с майонеза.
Винегрет, салата „Оливие“ и салата „Сельодка под шуба“ са главните символи на новогодишните празници в Русия. На празничната трапеза е задължително да има поне един от тях.